# NGC 784
NGC 784 is een balkspiraalstelsel in het sterrenbeeld Driehoek. Het hemelobject werd op 20 september 1865 ontdekt door de Duits-Deense astronoom Heinrich Louis d'Arrest.

## Synoniemen
- PGC 7671
- UGC 1501
- MCG 5-5-45
- ZWG 503.74
- KUG 0158+285
- IRAS01584+2836